# Колодное (Закарпатская область)
Колодное (укр. Колодне) — село в Углянской сельской общине Тячевского района Закарпатской области Украины.
Население по переписи 2001 года составляло 2119 человек. Почтовый индекс — 90512. Телефонный код — 03134. Занимает площадь 0,13 км². Код КОАТУУ — 2124483001.

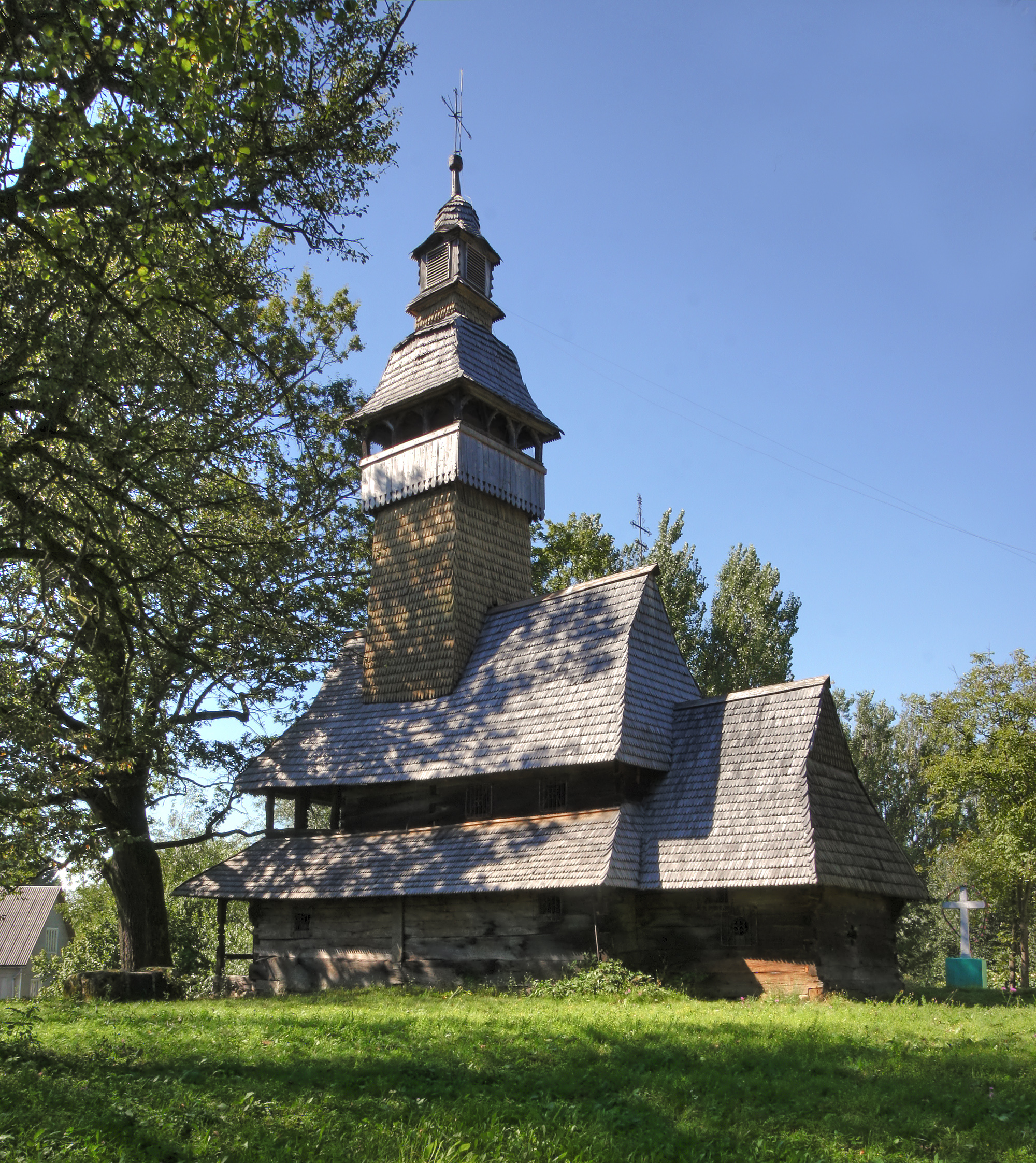
Церковь Святого Николая Чудотворца, 1470 года постройки